# Club Softbol Viladecans
El Club Softbol Viladecans fue un club deportivo dedicado al sófbol ubicado en Viladecans, España. Creado a partir de un grupo de jugadoras pertenecientes al Club Béisbol Viladecans del que fueron expulsadas por sus acciones reivindicativa, entre las que estaba posar semidesnudas en la revista Interviu para reclamar unas instalaciones dignas de un club puntero a nivel estatal y europeo.

## Historia
El Club Softbol Viladecans se fundó en 2008 con el fin de seguir promocionando y practicando el sóftbol femenino en Viladecans paralelamente al otro club de la ciudad. Entre sus fundadoras contó con un gran número de jugadoras provenientes del Club Béisbol Viladecans del que fueron expulsadas por sus acciones reivindicativas para reclamar un trato justo y digno además de unas instalacioes acordes con el nivel del club.
Disputaron tanto la Liga Nacional Sófbol Femenino División de Honor como la Copa de Su Majestad la Reina de Sófbol.
El 2 de febrero de 2013 se fusionó con el Club de béisbol y softbol Sant Boi.

## Palmarés
- 2012  
  - Campeón Liga Nacional División de Honor
  - Campeón Copa de S.M. la Reina
  - Campeón I Softball Gava Cup (amistoso)
  - 6.º Campeonato de España Juvenil
- 2011
  - Campeón Liga Nacional División de Honor
  - Campeón Copa de S.M. la Reina
  - 6.º Campeonato de España Juvenil
- 2010
  - Campeón Liga Catalana División de Honor
  - Campeón Liga Nacional División de Honor
  - Campeón Copa de S.M. la Reina
  - 9.º European Cup Winners Cup Women A (Holanda)
  - 3.º Campeonato de España Cadete
  - Campeón Copa Catalunya Cadete
- 2009
  - Campeón Liga Catalana División de Honor
  - 2.º Liga Nacional División de Honor
  - 2.º Copa de S.M. la Reina
  - 8.º European Cup Winners Cup Women A (Italia)
  - 8.º Campeonato de España Cadete
  - 3.º Liga Catalana Rookie
  - 3.º i 4.º Liga Catalana Minnie
- 2008
  - Campeón Liga Catalana División de Honor
  - 4.º Liga Nacional División de Honor
  - 2.º Copa de S.M. la Reina
  - 8.º European Cup Women A (Rep. Checa)
  - 6.º Campeonato de España Infantil
  - 3.º, 5.º i 6.º Liga Catalana Rookie